# Kawęczyn (powiat kolski)
Kawęczyn – wieś w Polsce, w województwie wielkopolskim, w powiecie kolskim, w gminie Babiak.
Do 2023 miejscowość była częścią wsi Lubotyń.
W latach 1975–1998 Kawęczyn administracyjnie należał do województwa konińskiego.